# Wake up (KANA-BOONの曲)
「Wake up」（ウェーク・アップ）は、KANA-BOONの楽曲で、メジャー9枚目のシングル。2016年10月5日にKi/oon Musicより発売。

## 概要
- 前作「ランアンドラン」以来約9ヵ月ぶりのシングル。
- 表題曲は、東宝系映画『グッドモーニングショー』主題歌。
- PV監督は山岸聖太（「生きてゆく」以来6作ぶり）。また、女優の清水葉月が出演している。[2]
- 初回限定盤には「KANA-BOONの格付けされるバンドマンツアー 2016 香港・台湾編」のドキュメンタリーDVDを収録。
- 特定店舗のみの予約・購入特典として「目覚めのステッカー」が付属。
- 初回限定盤・通常版初回生産分には「どうでもいいオマケ011」が付属。

## 収録曲
- 全作詞／全作曲：谷口鮪、全編曲：KANA-BOON

| #         | タイトル                                                | 作詞  | 作曲・編曲 | 時間 |
| --------- | ------------------------------------------------------- | ----- | ---------- | ---- |
| 1.        | 「Wake up」(東宝系映画「グッドモーニングショー」主題歌) |       |            | 5:06 |
| 2.        | 「LOSER」                                               |       |            | 3:46 |
| 3.        | 「Weekend」(スマートフォンアプリ『白猫テニス』CMソング) |       |            | 3:16 |
| 合計時間: | 合計時間:                                               | 12:10 |            |      |